# Тинеи
Тинеи — деревня в Порховском районе Псковской области. Входит в состав сельского поселения «Славковская волость».
Расположена на юге района, в 60 км к юго-западу от города Порхов.

## Население
Численность населения деревни на 2000 год составляла 55 жителей.

## История
До 3 июня 2010 года деревня входила в состав ныне упразднённой Митрофановской волости в качестве её административного центра.